# Bathyraja aleutica
Bathyraja aleutica es una especie de pez de la familia de los Rajidae en el orden de los Rajiformes.

## Morfología
Los machos pueden llegar a alcanzar los 161 cm de longitud total y 23,1 kg de peso.

## Reproducción
Es ovíparo y las hembras ponen huevos envueltos en una cápsula córnea.

## Hábitat
Es un pez marino y de aguas profundas que vive entre 15-1.602 m de profundidad.

## Distribución geográfica
Se encuentra en el océano Pacífico norte: desde el norte de Japón hasta las islas Aleutianas y el sureste de Alaska.

## Observaciones
Es inofensivo para los humanos.